# 영등포 SK 리더스 뷰
영등포 SK 리더스 뷰(영어: Suseong SK Leader's View)는 대한민국 서울특별시 영등포구 문래동에 위치하고 있다.

## 같이 보기
- 서울특별시의 마천루 목록